# 焦力人
焦力人（1920年8月—2007年6月15日），曾用名焦力仁，男，陕西韩城人，中华人民共和国政治人物，曾任石油工业部党组副书记、副部长，第六、七、八届全国政协委员。